# João Martins Cornélio dos Santos
João Martins Cornélio dos Santos (Cunha, ? de ? – ?, 11 de novembro de 1894) foi um comendador e um dos brasileiros mais ricos de sua época. Descendente de antigos pioneiros paulistas, radicados em Guaratinguetá na província de São Paulo. 
Salvou-se da crise econômico-financeira dos Breves (familia de sua esposa),   porque diversificou suas atividades. Fundador e diretor do Banco do Comércio, comissário de café, proprietário de inúmeros prédios de renda, bem localizados no centro comercial do Rio, grande acionista de diversas companhias e bancos, inclusive o do Brasil.

## Oficial da Ordem da Rosa
Em 27 de agosto de 1873, D. Pedro II nomeou Cornélio dos Santos, oficial da Imperial Ordem da Rosa, pelos relevantes serviços prestados à instrução pública, a diversos estabelecimentos de caridade da corte e por ocasião da epidemia de febre amarela.

## Família
Era casado com Cecília de Sousa Breves, filha de Joaquim José de Sousa Breves.
O casal teve três filhas:
- Maria Isabel Breves Cornélio dos Santos casada com João Batista de Castro.
- Cornélia Isabel Breves Cornélio dos Santos casada com José Rodrigues Peixoto.
- Maria Eugênia Breves Cornélio dos Santos casada com Amadeu José Gonçalves, conde de Araguaia, agraciado pela Santa Sé, nascido em Paris, filho do Visconde de Araguaia.